# Hynobius dunni
Espèce
Statut de conservation UICN

 EN B2ab(iii) : En danger
Hynobius dunni ou Salamandre d'Ōita est une espèce d'urodèles de la famille des Hynobiidae.

## Répartition
Cette espèce est endémique du Japon. Elle se rencontre à Shikoku dans la préfecture de Kōchi et à Kyūshū dans les préfectures de Ōita, de Kumamoto et de Miyazaki.

## Description
Hynobius dunni mesure de 60 à 80 mm sans la queue et de 100 à 160 mm de longueur totale.
La femelle pond ses œufs dans des sacs puis les mâles se bagarrent pour les féconder extérieurement.

## Publication originale
- Tago, 1931 : Imori to Sanshio-uo. (イモリと山椒魚.) Tokyo, Maruzen.